# Tricholoma batschii
Tricholoma batschii (Gro Sissel Gulden, 1969 ex Machiel Evert Noordeloos & Morten Christensen, 1999), sin. Tricholoma subannulatum (August Batsch, 1786 ex Giacomo Bresadola, 1927), după micologi anglo-americani identic cu Tricholoma fracticum (Max Britzelmayr, 1883 ex Hanns Kreisel, 1984), din încrengătura Basidiomycota, în familia Tricholomataceae și de genul Tricholoma, este o specie de ciuperci otrăvitoare care coabitează, fiind un simbiont micoriza, formând prin urmare micorize pe rădăcinile arborilor. O denumire populară nu este cunoscută. Acest burete destul de comun trăiește în România, Basarabia și Bucovina de Nord în grupuri, adesea în șiruri sau cercuri de vrăjitoare, în păduri de conifere, la marginea lor precum prin parcuri și grădini, preferat sub pini, dar, de asemenea sub molizi. Apare pe sol calcaros, de la câmpie la munte, din (august) septembrie până în noiembrie.

## Taxonomie

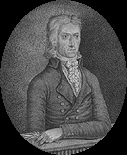
August Batsch

Numele binomial a fost determinat de botanistul german August Batsch drept Agaricus subannulatus în volumul 2 al lucrării sale Elenchus Fungorum latine et germanice - Continuatio prima din 1786 și transferat corect la genul Tricholoma sub păstrarea epitetului de renumitul micolog italian Giacomo Bresadola, în volumul II al marii sale opere Iconographia Micologoca de Giacomo Bresadola din 1927. Acest taxon se mai folosește în cărți micologice.	
În 1969, micologul norvegian Gro Sissel Gulden a redenumit specia în Tricholoma batschii, taxon sancționat de botaniștii Machiel Evert Noordeloos și Morten Christensen, de verificat în volumul 17 al jurnalului micologic Persoonia din 1999, fiind numele curent valabil (2020).
Index Fungorum vede specia Tricholoma fracticum (Max Britzelmayr, 1883 ex Hanns Kreisel, 1984) drept sinonim al Tricholoma batschii, dar numai pentru micologii englezi și irlandezi, dar majoritatea o declară specie independentă, astfel ca de exemplu și prestigioasele Mycobank precum NCBI, dar, de asemenea, Index Fungorum.
Toate celelalte încercări de redenumire sunt acceptate sinonim, dar, nefiind folosite, sunt neglijabile (cu excepția denumirii lui Bresadola).
Numele generic este derivat din cuvintele de limba greacă veche (greacă veche τριχο=păr) și (greacă veche λῶμα=margine, tiv de ex. unei rochii), iar epitetul batschii a fost creat în onoarea sus numitului botanist și micolog August Batsch.

## Descriere

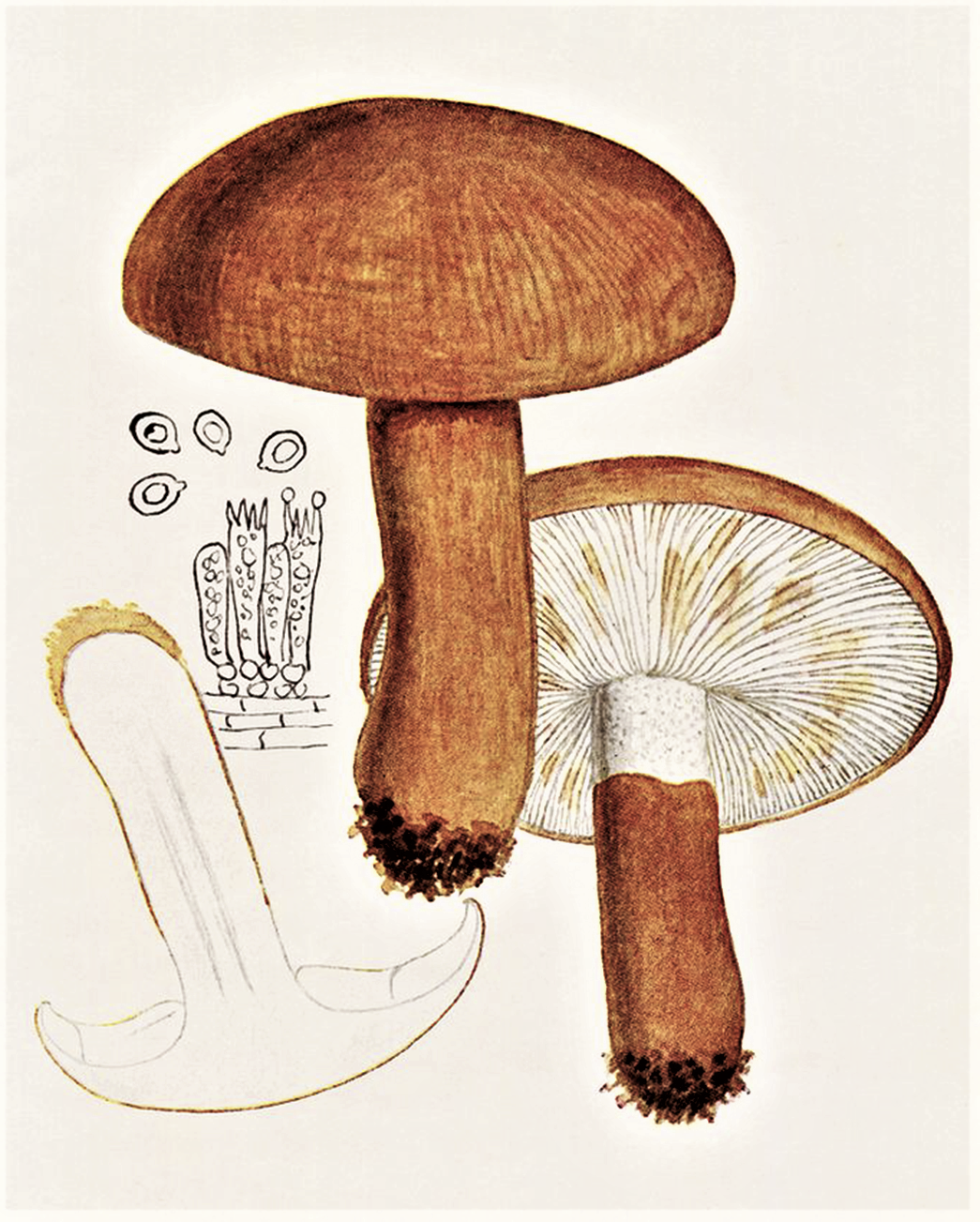
Bres.: Tricholoma subannulatum

- Pălăria: are un diametru de 6-12 (16) cm, este cărnoasă, compactă și fermă, inițial semisferică, apoi convexă pentru ca să devină plată și adesea ondulată, chiar adâncită în vârstă, prezentând nu rar un gurgui turtit în centru. Marginea netedă este pentru mult timp răsfrântă în jos. Cuticula care se poate îndepărta de pălărie este netedă, uscată, cu un luciu mătăsos, fibros incarnată, niciodată solzoasă, devenind la umezeală unsuroasă. Coloritul variază în diverse nuanțe de brun, astfel poate fi brun deschis, maroniu, brun-roșiatic sau castaniu.
- Lamelele: sunt inegale, bifurcate, destul de subțiri și îndesate, aderate și cu avansarea în vârstă din ce în ce mai bombate spre picior (numit: șanț de castel), dar cu aspect aproape liber. Muchiile sunt în tinerețe netede, odată bătrâne însă zimțate. Coloritul inițial alb, devine apoi mai întâi albicios până crem și în sfârșit palid carneu până slab brun-roșiatic, adesea cu pete maronii.
- Piciorul: are o înălțime de 6-12 cm și o lățime de 1,5-2,5 cm, este solid, longitudinal fibros, plin, în vârstă pe dinăuntru gol de formă tubulară, cilindric, rareori slab îndoit și înrădăcinând uneori ceva. Pe exterior este uscat, neted, spre bază fin solzos. Prezintă un inel pielos alb repede trecător care izvorăște din pălărie. La sfârșitul manșetei dispărute rămâne uneori o zonă inelară nu prea accentuată maronie. De acolo în sus coloritul este albicios, spre bază mai mult sau mai puțin maroniu.
- Carnea: este compactă, groasă, fermă și albă care capătă pete carneu-brune la bătrânețe, ce nu se decolorează în urma unei tăieri.  Are un miros de castraveți proaspeți și de faină, asemănător buretelui de mai, dar un gust foarte amar.[3][4]
- Caracteristici microscopice: prezintă spori ovoidali până aproape sferici, gutulați, netezi hialini (translucizi), neamilozi (nu se decolorează cu reactivi de iod) și o picătură uleioasă mare în centru, având o mărime de 5-6 x 6-6,5 microni. Pulberea lor este albă. Basidiile clavate cu 2, uneori 4 sterigme fiecare, măsoară 30-35 x 6-8 microni. Cistidele (elemente sterile situate în stratul himenal sau printre celulele din pielița pălăriei și a piciorului, probabil cu rol de excreție) asemănătoare cu vârfuri rotunjite sunt mai mici, lipsind în himeniu.[15]
- Reacții chimice: nu sunt cunoscute.[3][4]

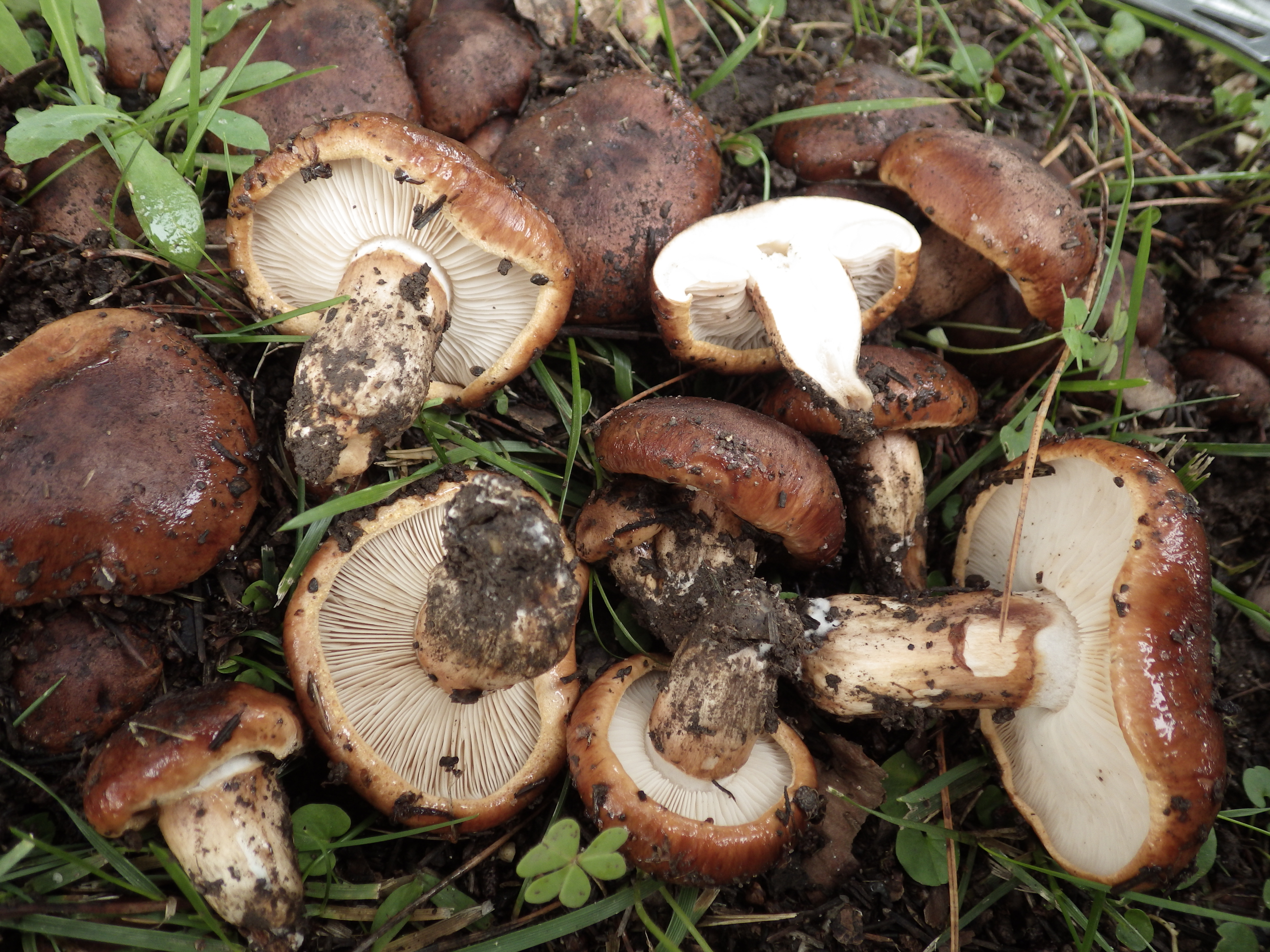
T. batschii mai tinere, pălărie, lamele, picior, secțiune
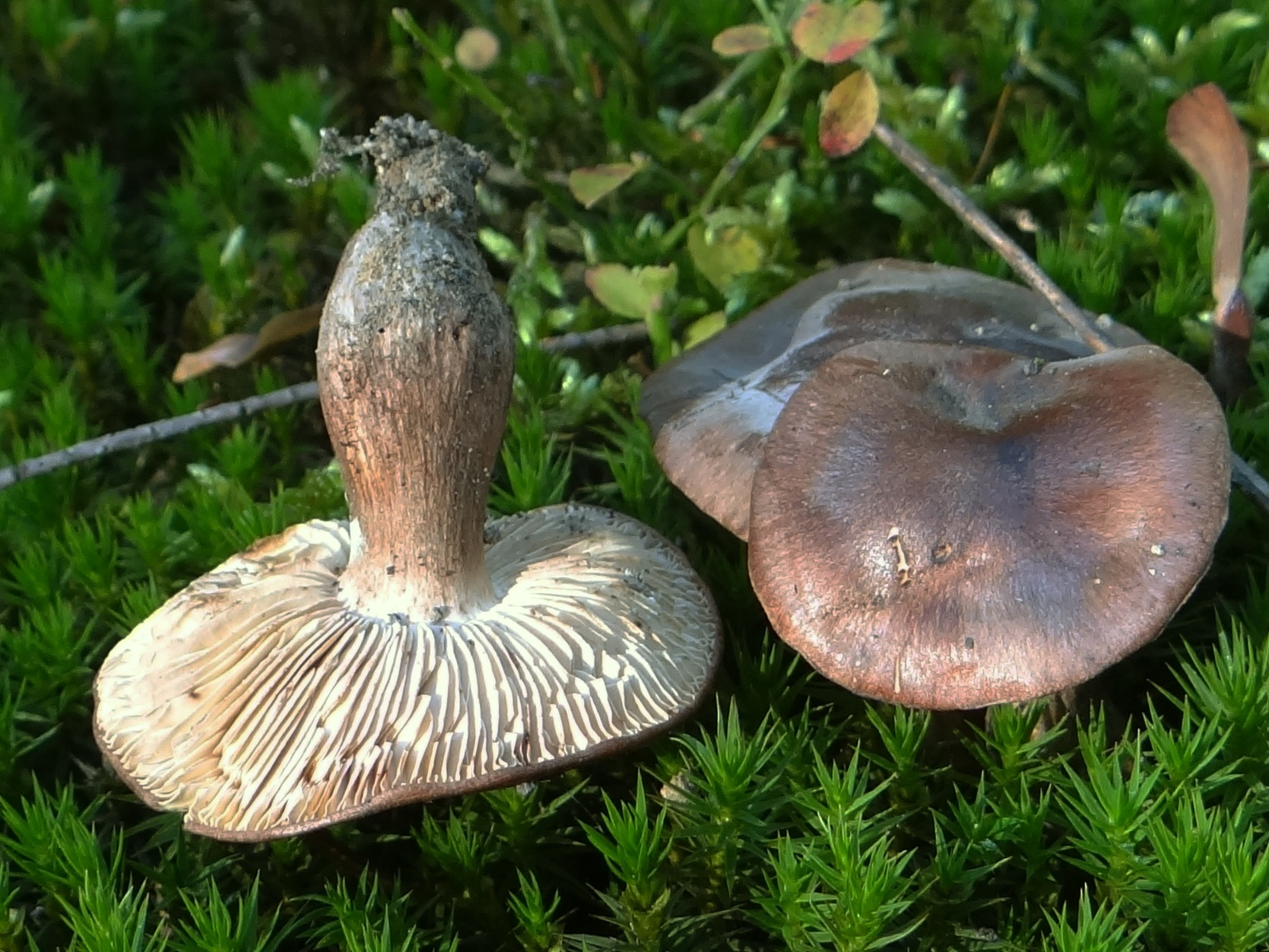
T. batschii mature, pălărie, lamele, picior
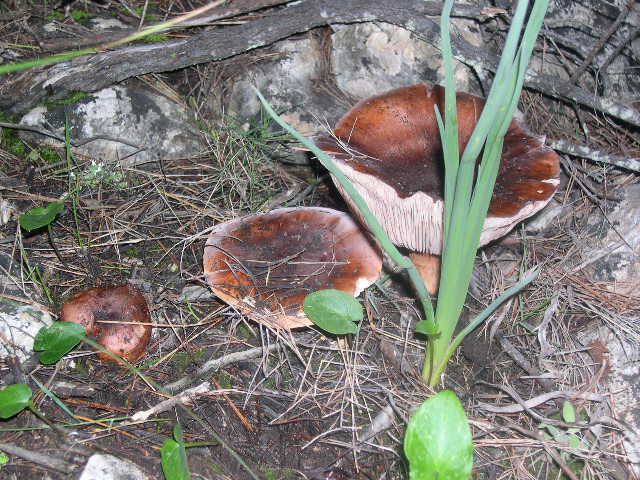
T. batschii bătrâne

## Confuzii
Ciuperca poate fi confundată cu de exemplu: Tricholoma acerbum (necomestibil), Tricholoma albobrunneum sin. Tricholoma striatum (otrăvitor, destul de amar), Tricholoma apium (comestibil, se dezvoltă în păduri de conifere sub molizi și pini, miros de țelină sau Maggi, gust blând), Tricholoma aurantium (necomestibil), Tricholoma colossus (comestibil), Tricholoma focale (otrăvitor), Tricholoma fucatum (comestibil, dar de valoare scăzută, slab gălbuie, miros de făină și gust identic, neamar, trăiește în păduri de conifere), Tricholoma fulvum (necomestibil, carne galbenă, fără miros), Tricholoma imbricatum (comestibil, dar de calitate inferioară, trăiește în păduri de conifere preferat sub pini, suprafață maronie, solzos-fibroasă, cu miros făinos, și gust blând până amar), Tricholoma pessundatum (otrăvitor), Tricholoma populinum (comestibil), Tricholoma portentosum (comestibil, savuros), se dezvoltă preponderent sub molizi și pini, respectiv sub plopi tremurători și mesteceni, miros de pepeni, castraveți, ușor de faină și gust blând, ceva făinos, după mestecare ca de pepene sau de stridie), Tricholoma psammopus (necomestibil),  Tricholoma saponaceum (necomestibil), Tricholoma stans (necomestibil), Tricholoma ustale (slab otrăvitor), Tricholoma ustaloides (necomestibil, se dezvoltă în păduri de conifere pe lângă pini pe sol nisipos, miros făinos, gust destul de amar), Tricholoma vaccinum (necomestibil, ingerat în cantități mai mari toxic, se dezvoltă  în același habitat ca specia descrisă, miros făinos-pământos, gust făinos, amărui și slab iute), dar chiar și cu letalul Paxillus involutus.

## Specii asemănătoare în imagini

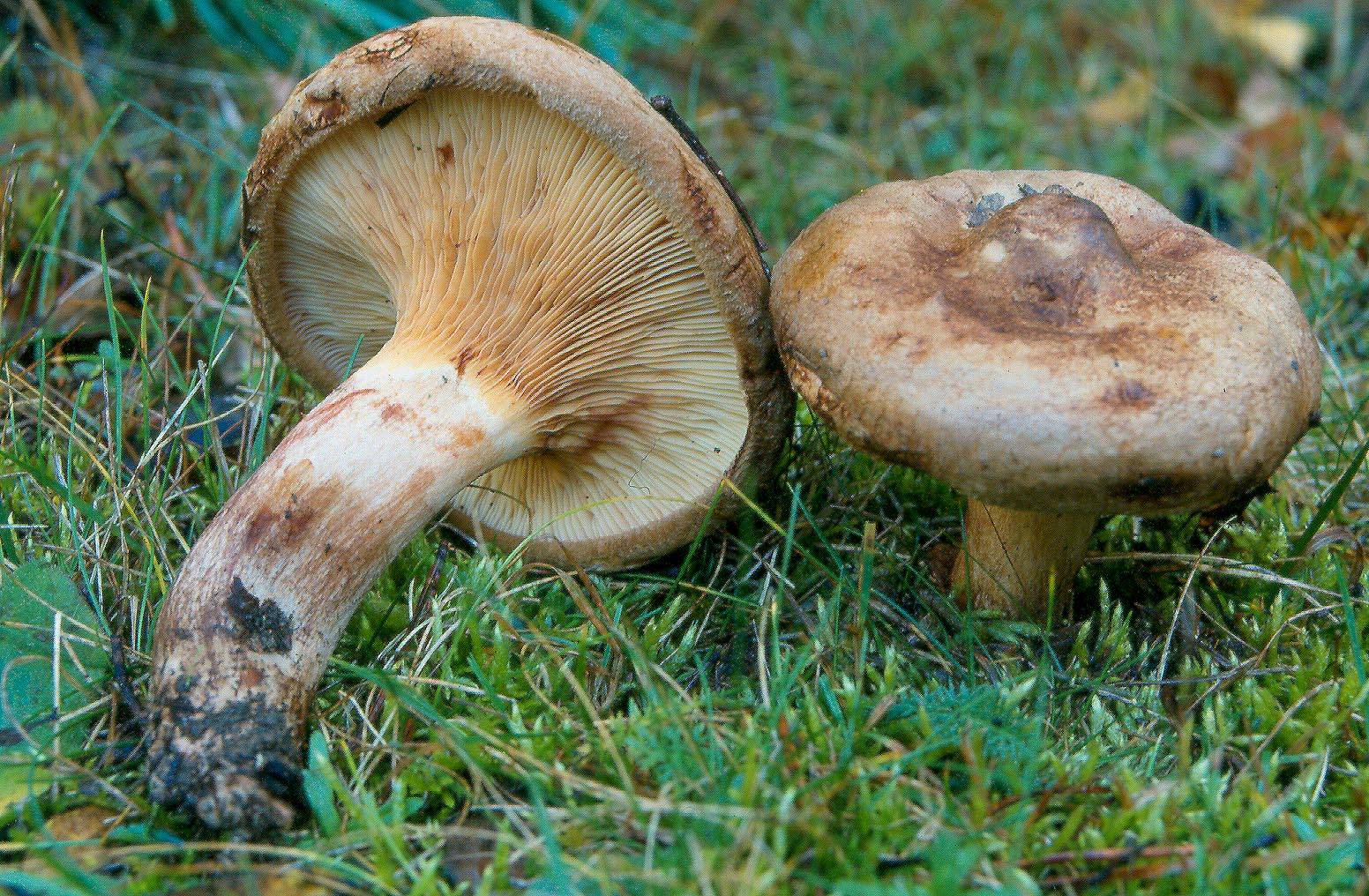
!!!Paxillus-involutus!!!
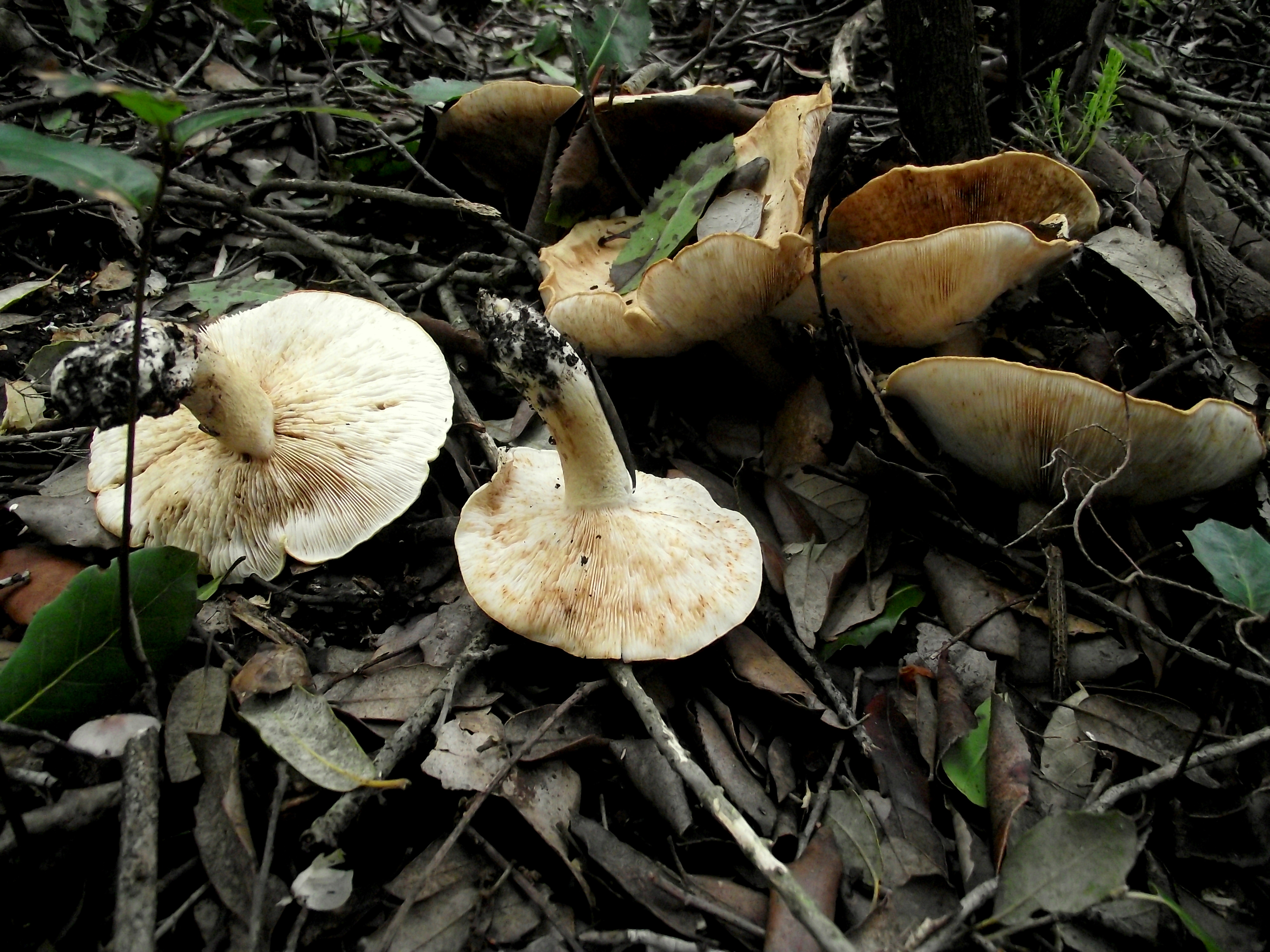
!Tricholoma acerbum!
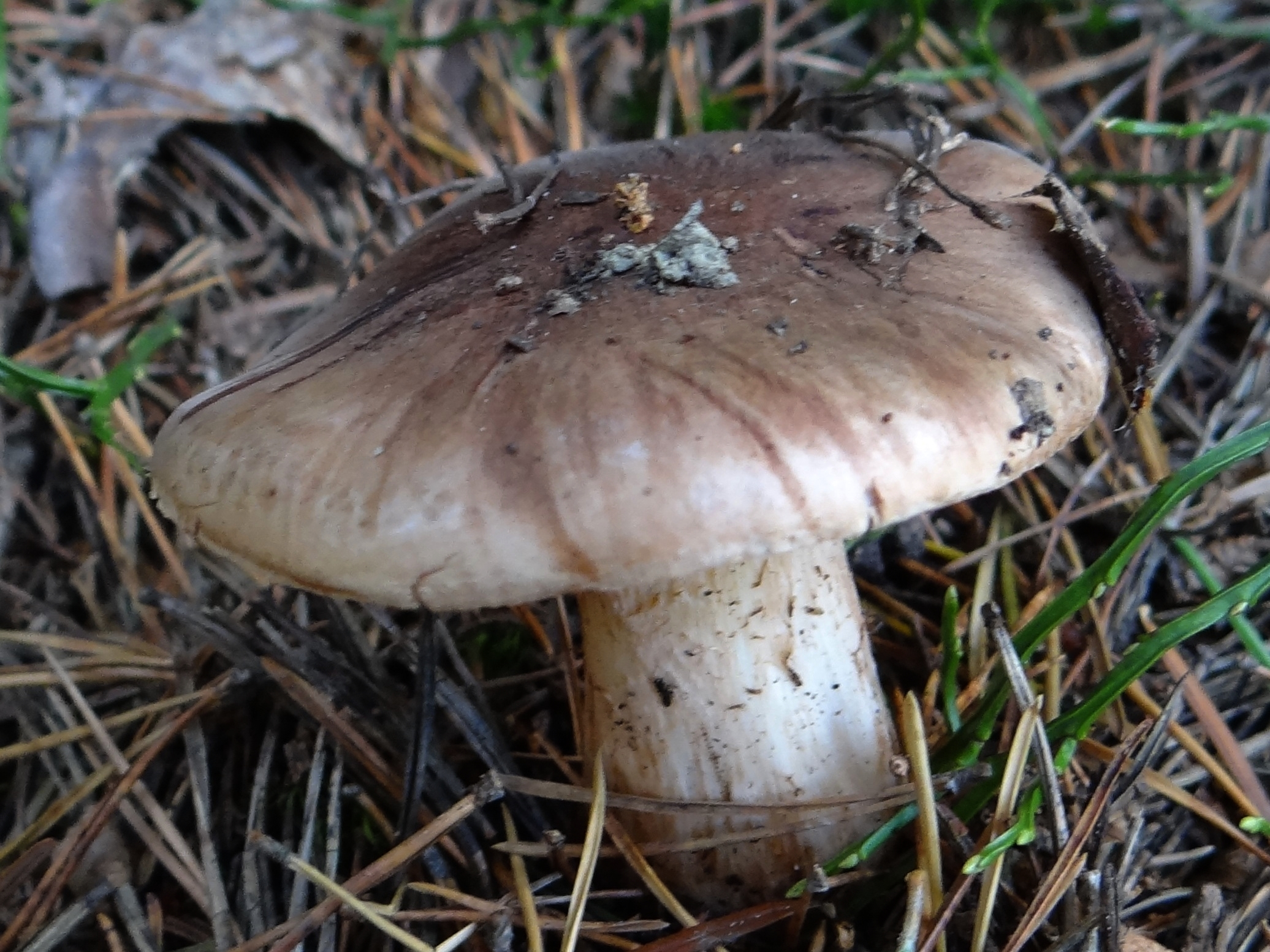
!!Tricholoma albobrunneum sin. Tricholoma striatum!!
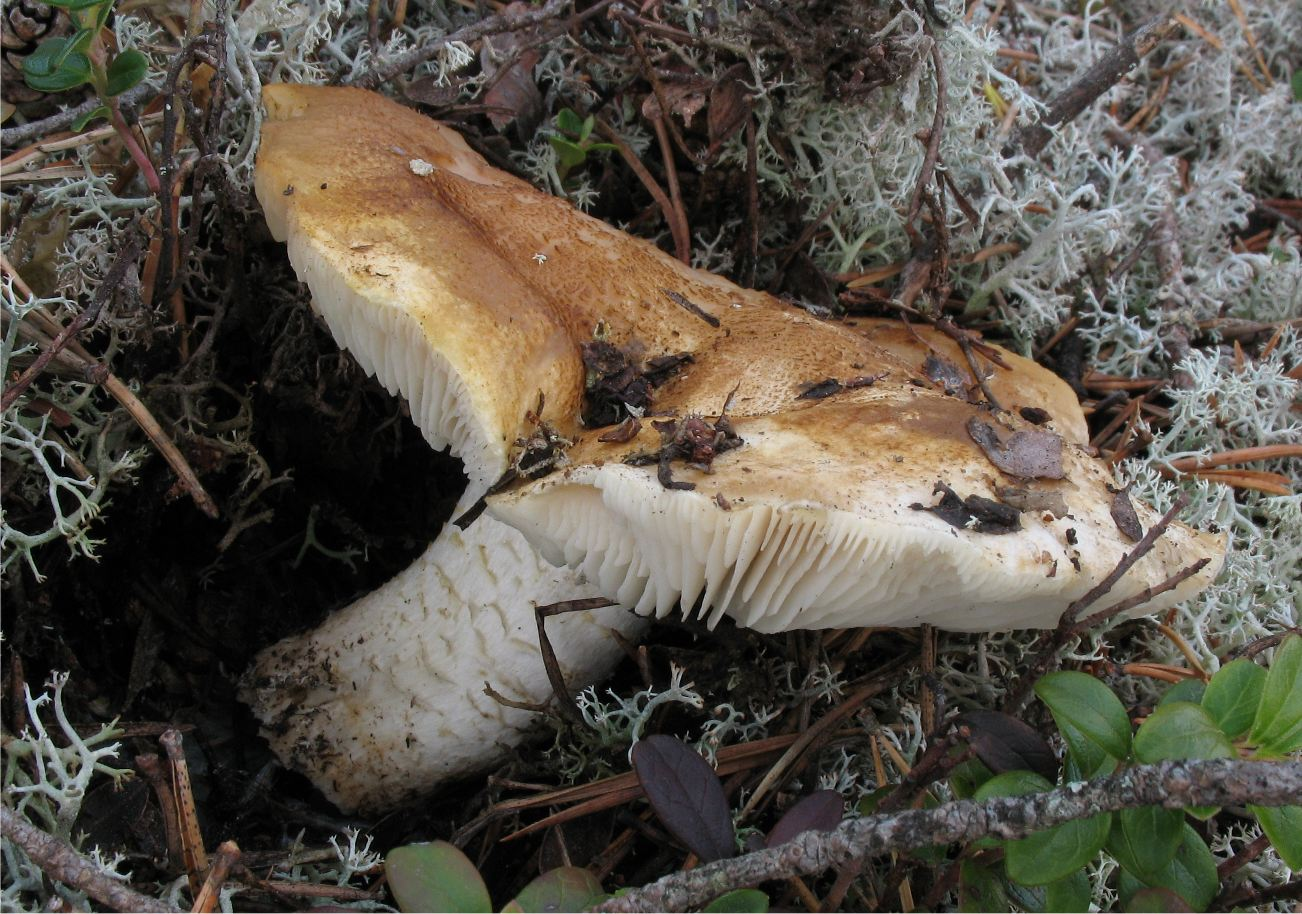
Tricholoma apium
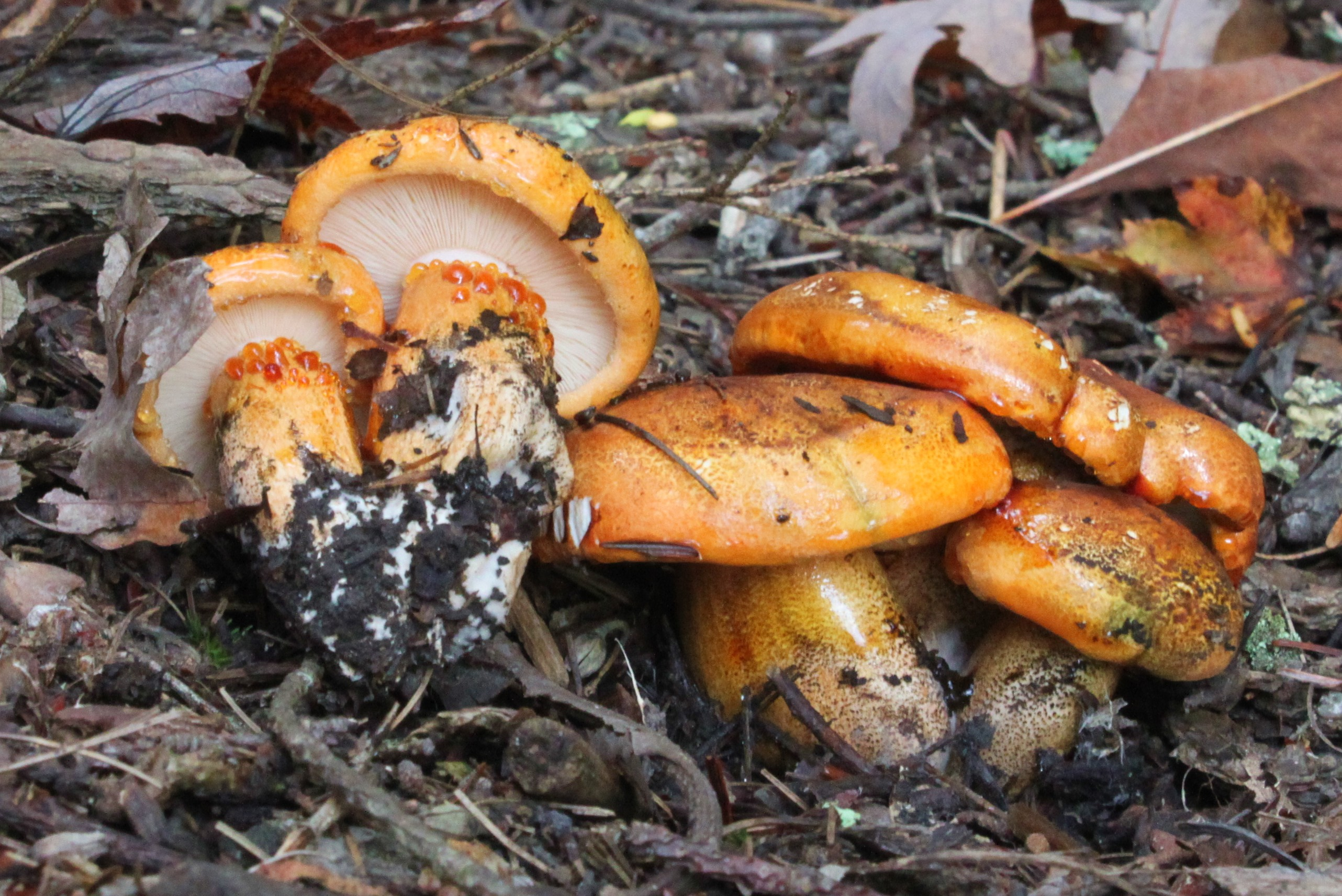
!Tricholoma aurantium!
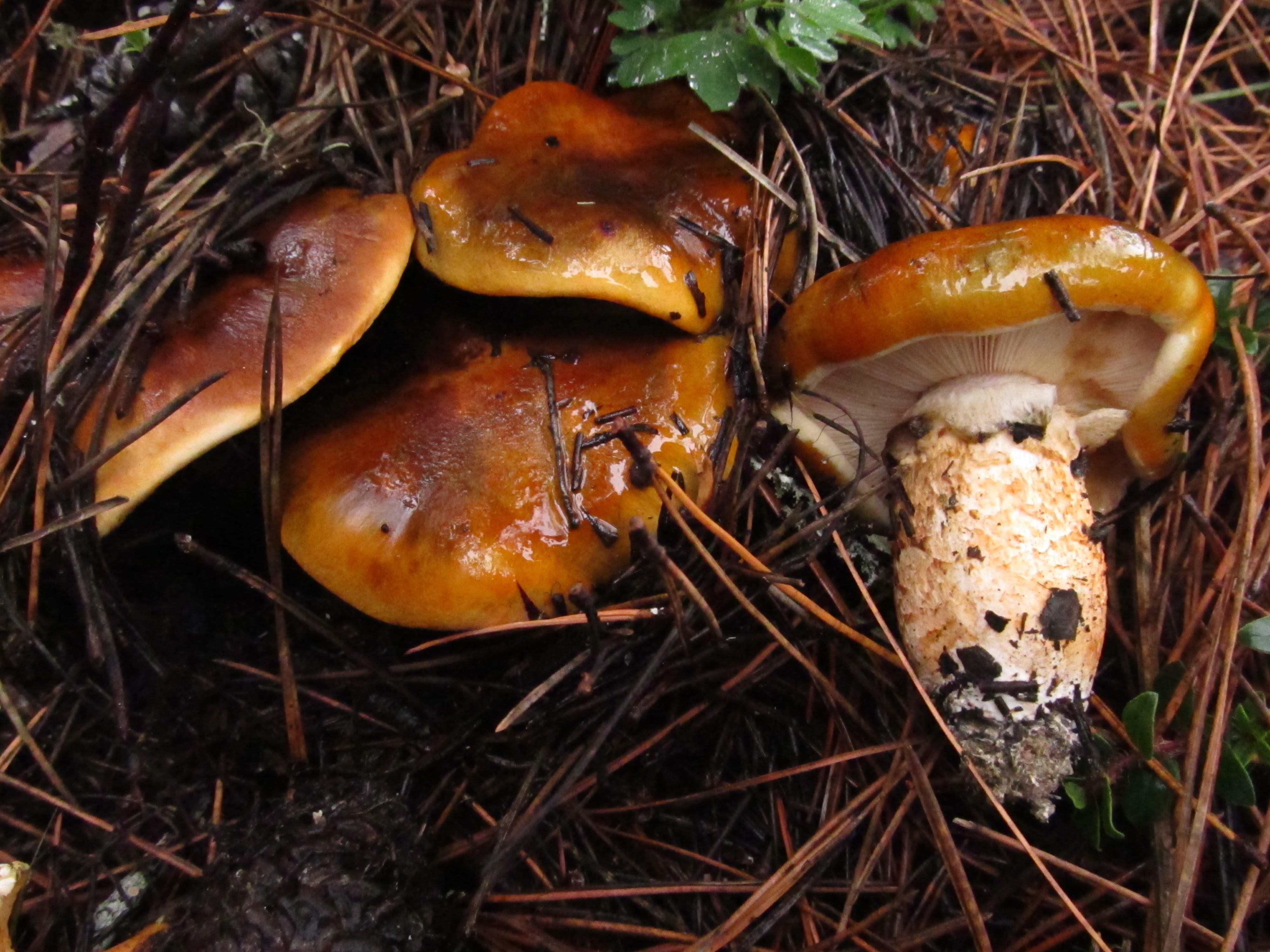
!!Tricholoma focale!!
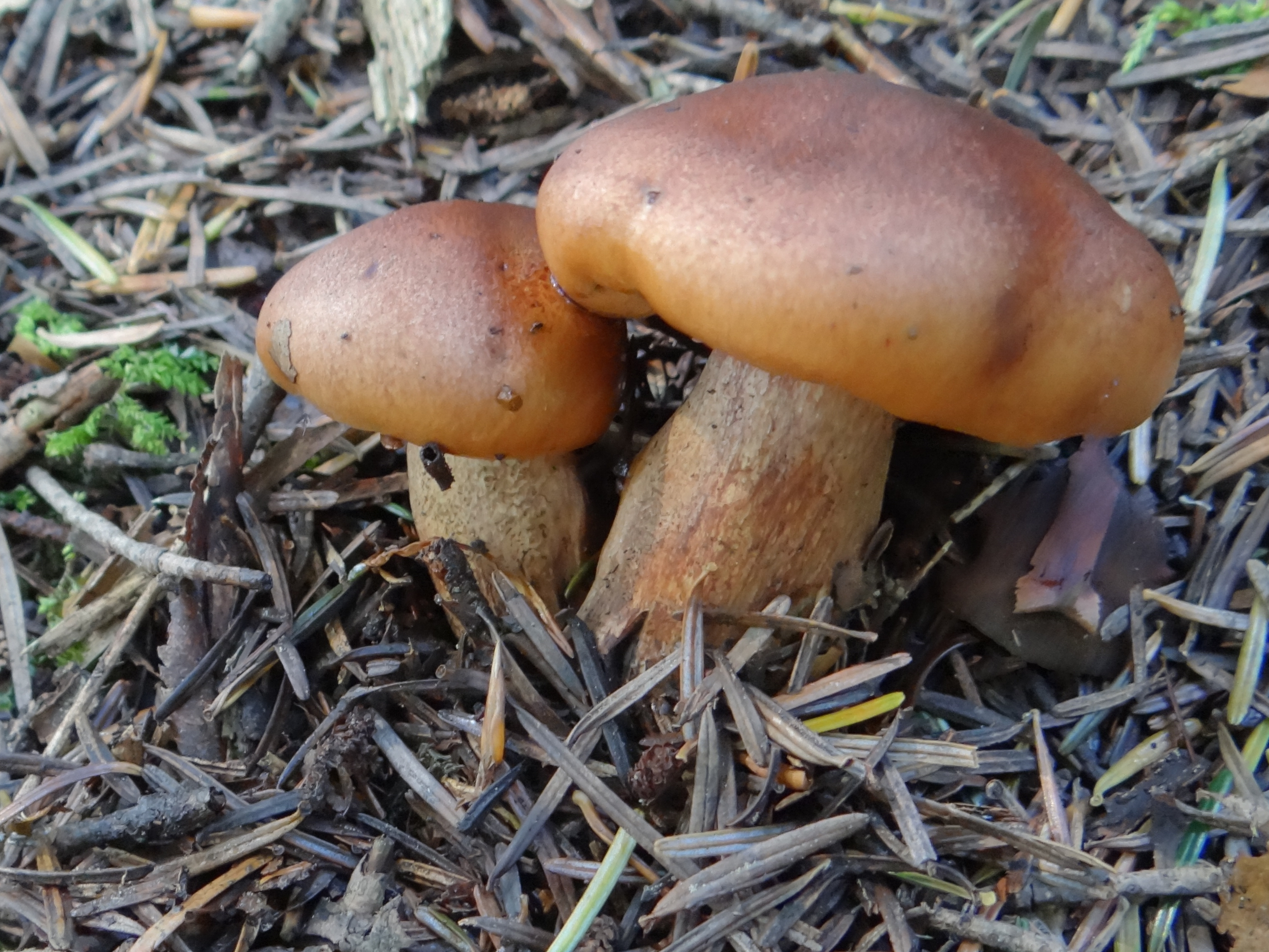
!Tricholoma fulvum!
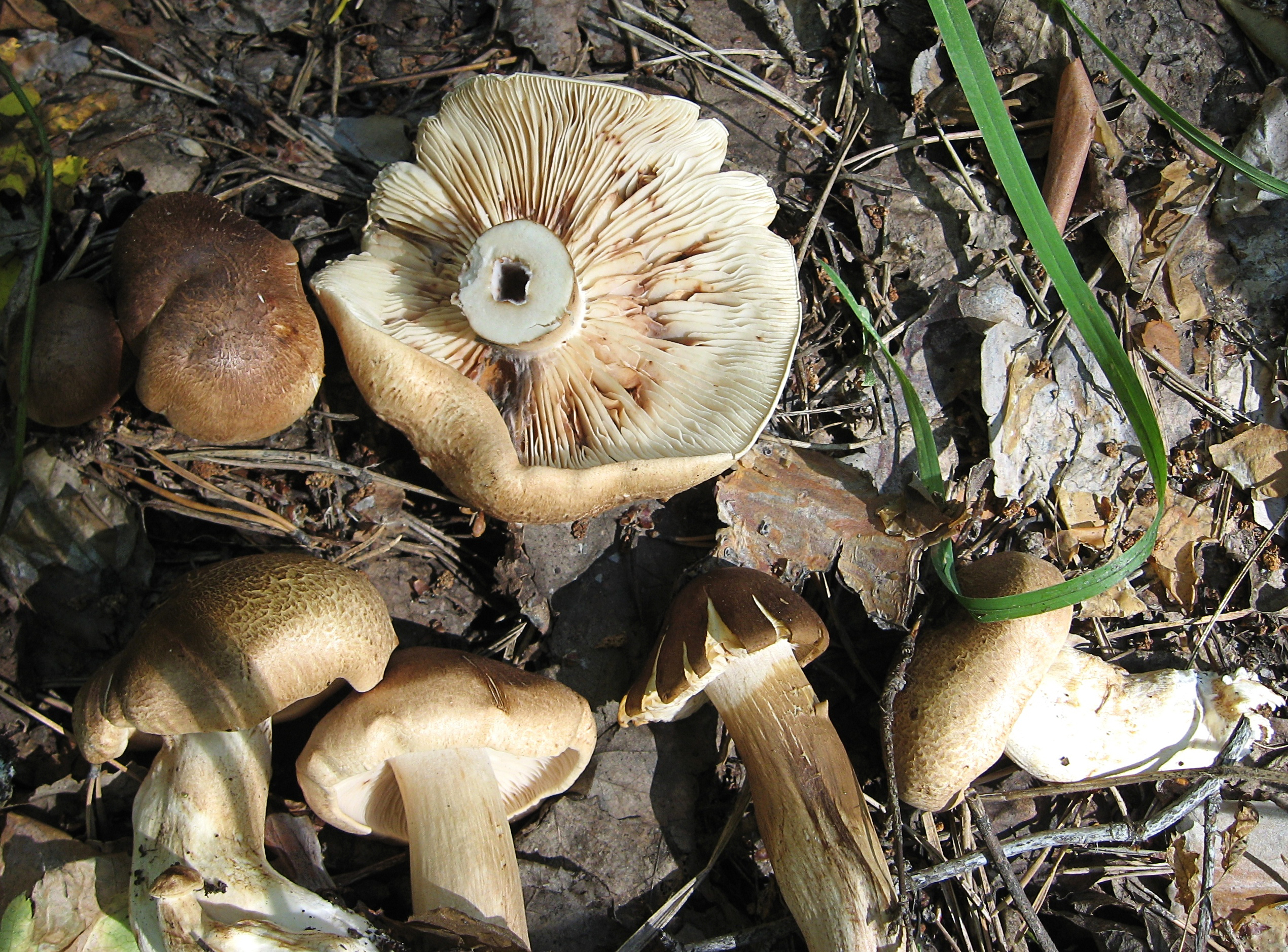
Tricholoma imbricatum
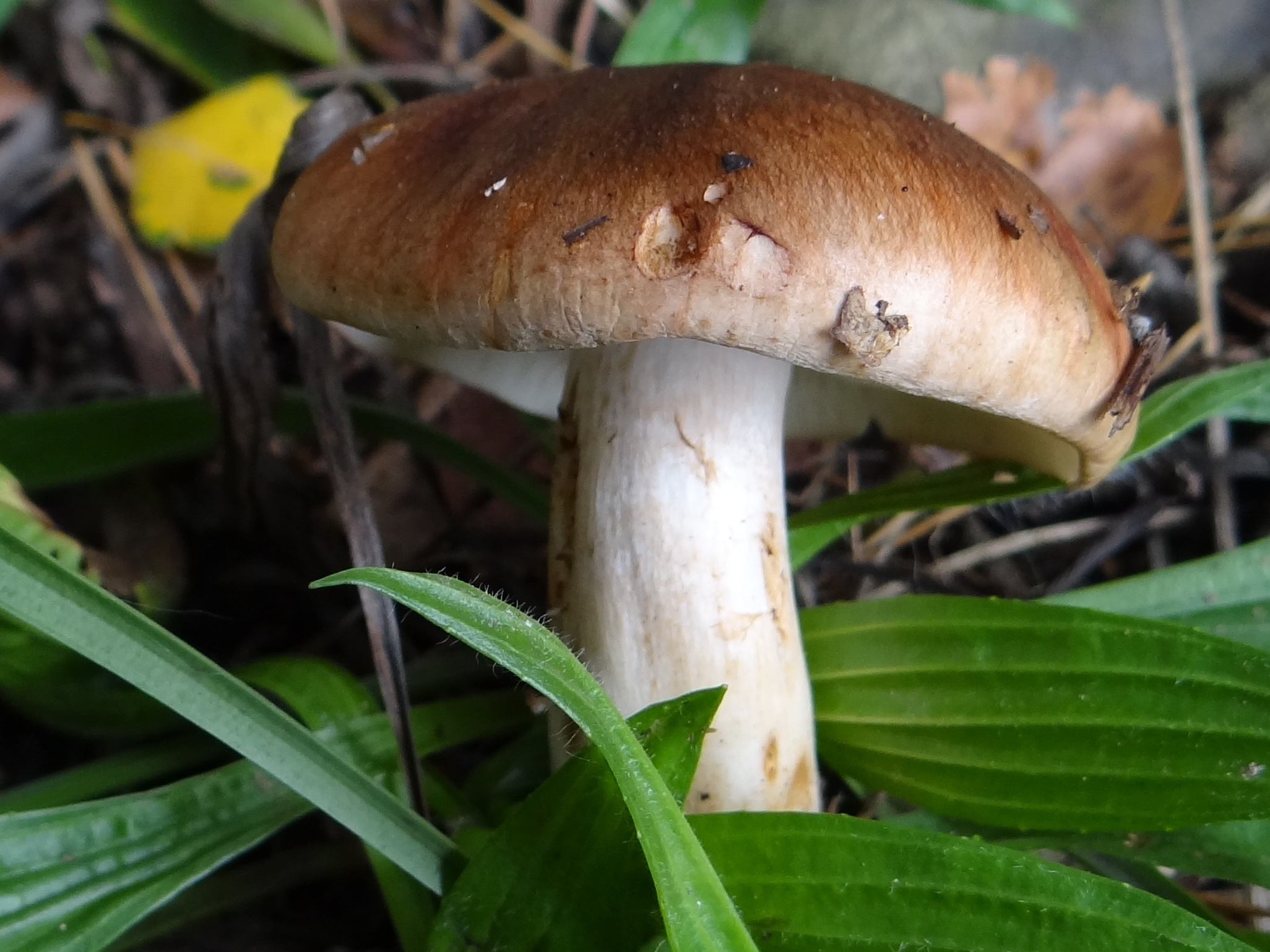
!!Tricholoma pessundatum!!

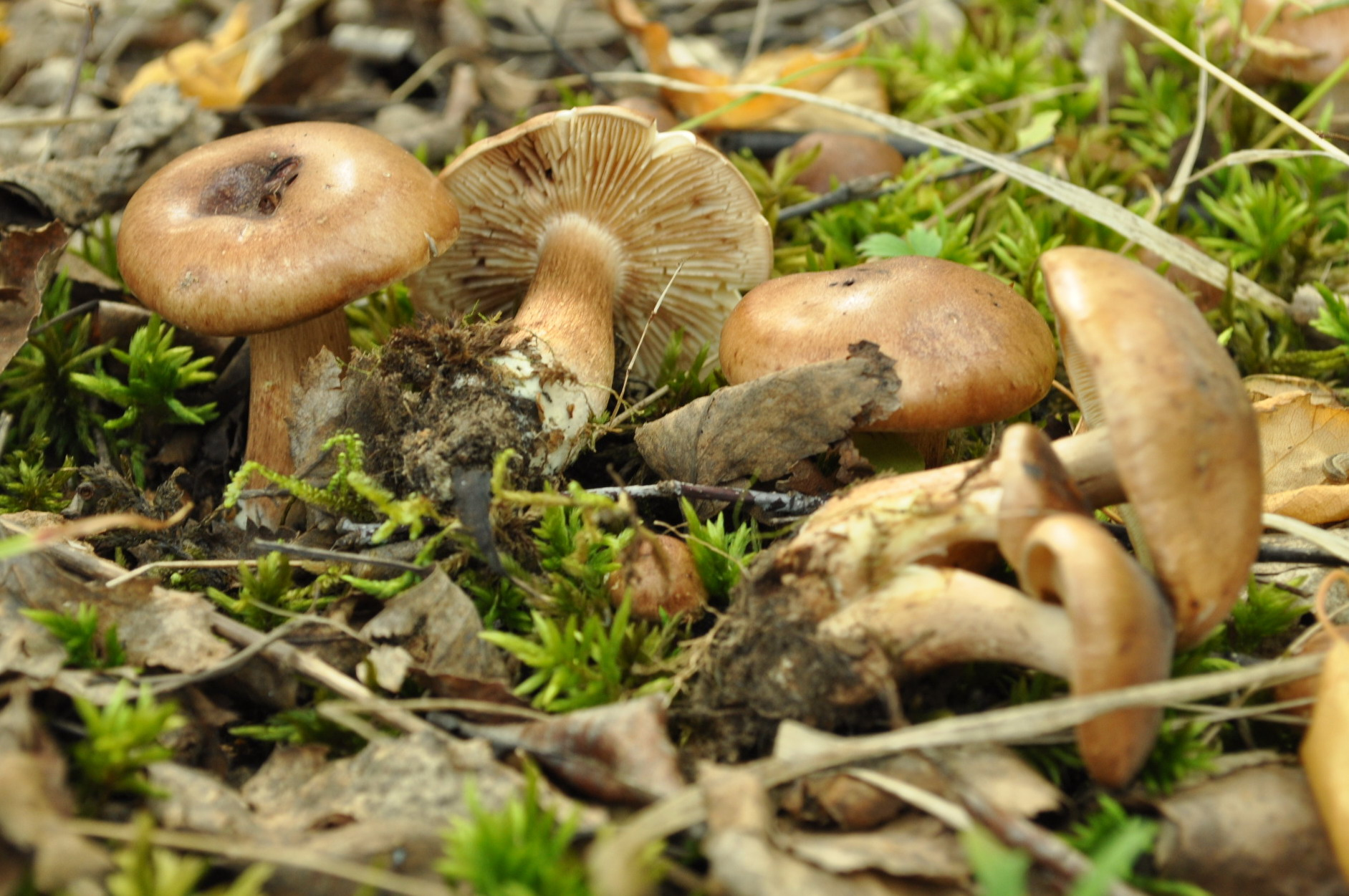
Tricholoma populinum
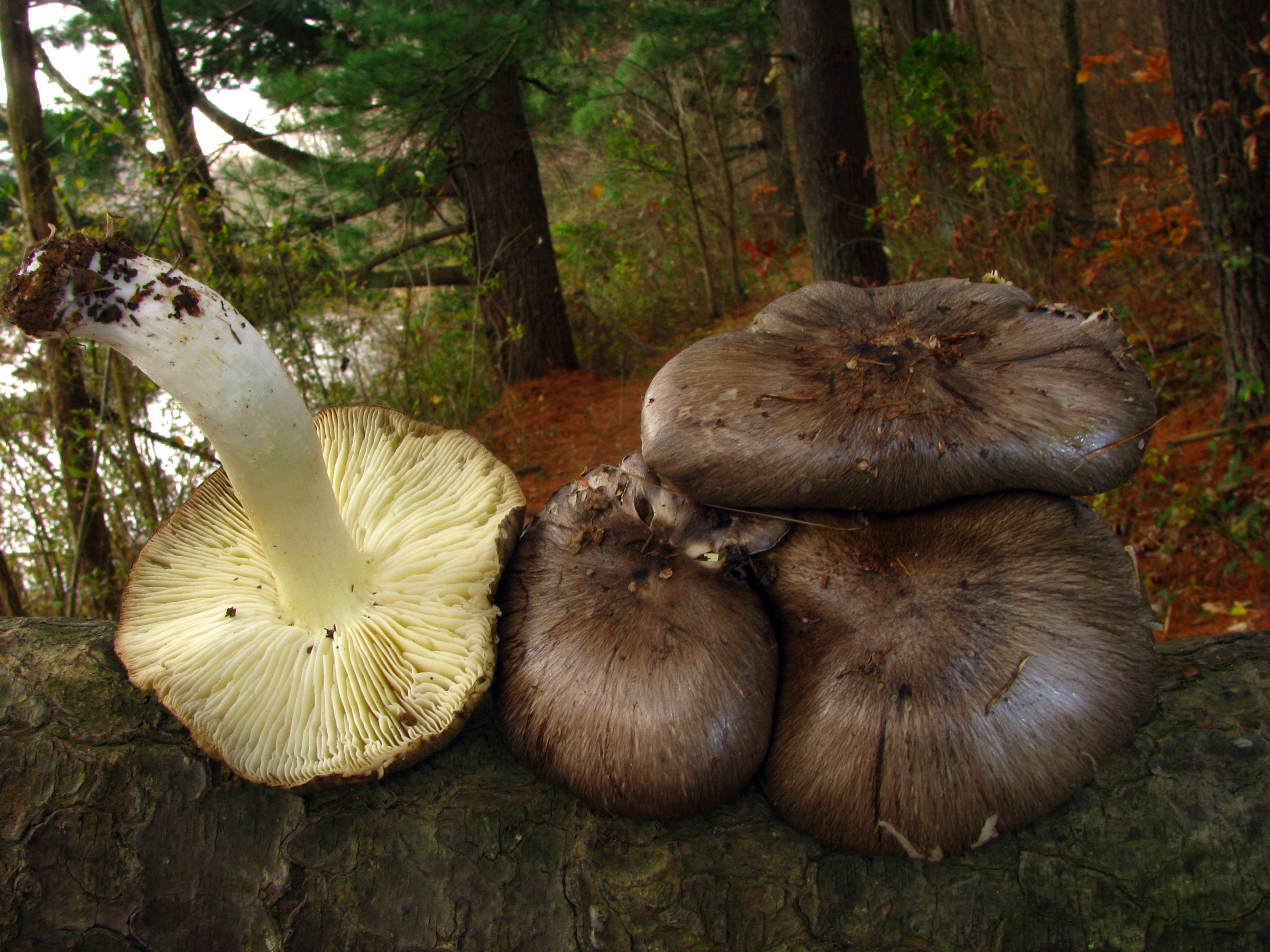
Tricholoma portentosum
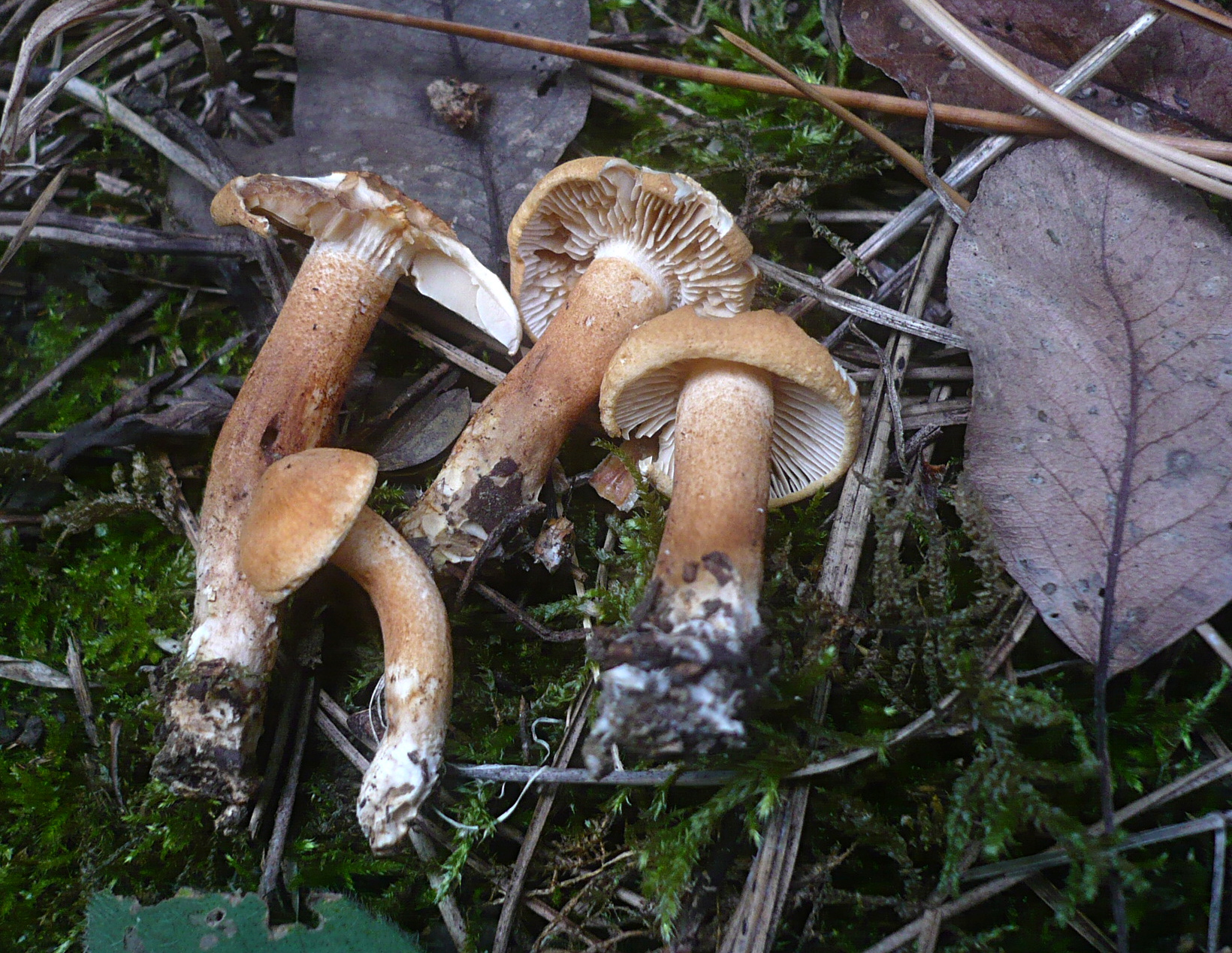
!Tricholoma psammopus!
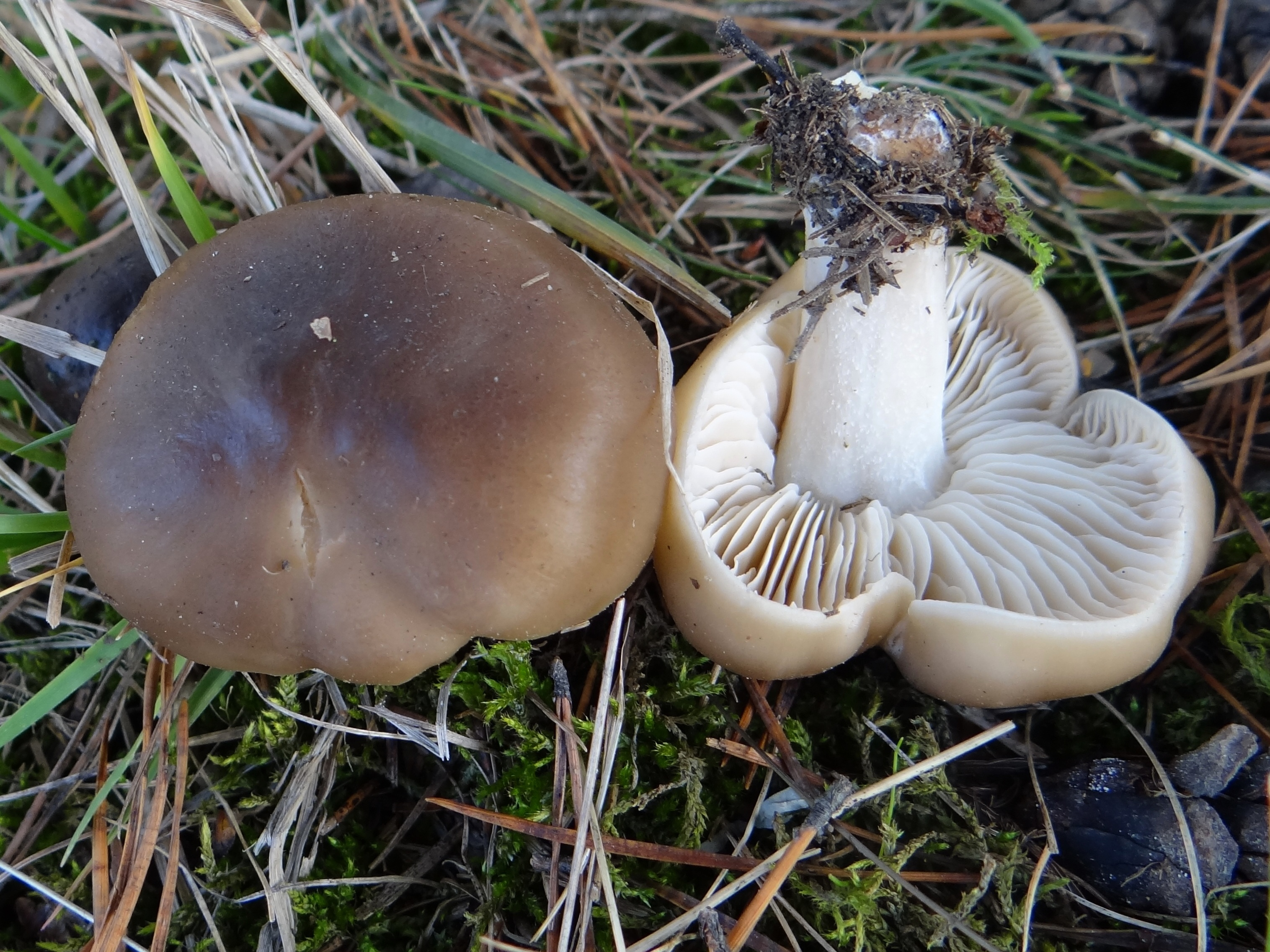
!Tricholoma saponaceum!
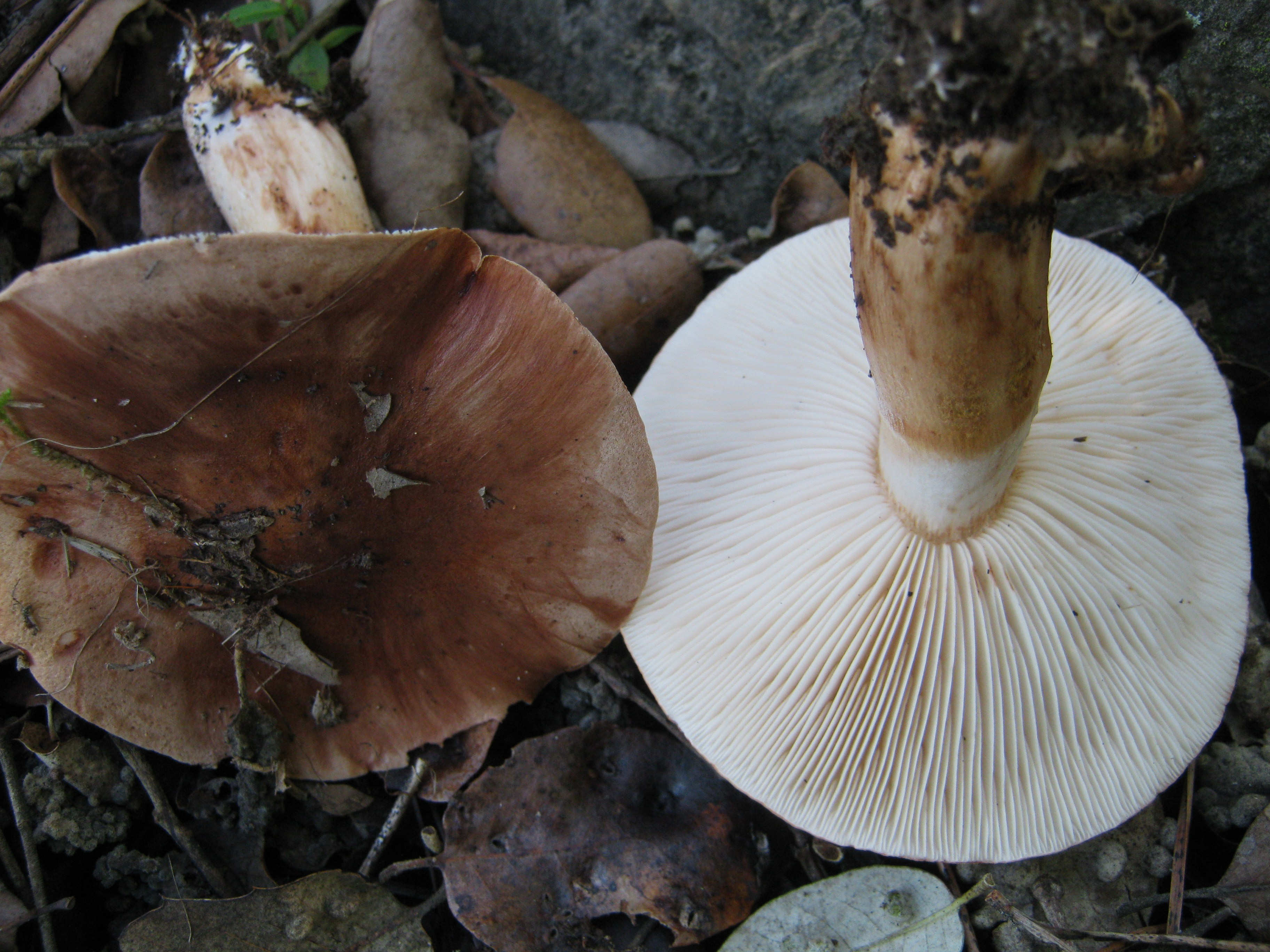
!Tricholoma stans!
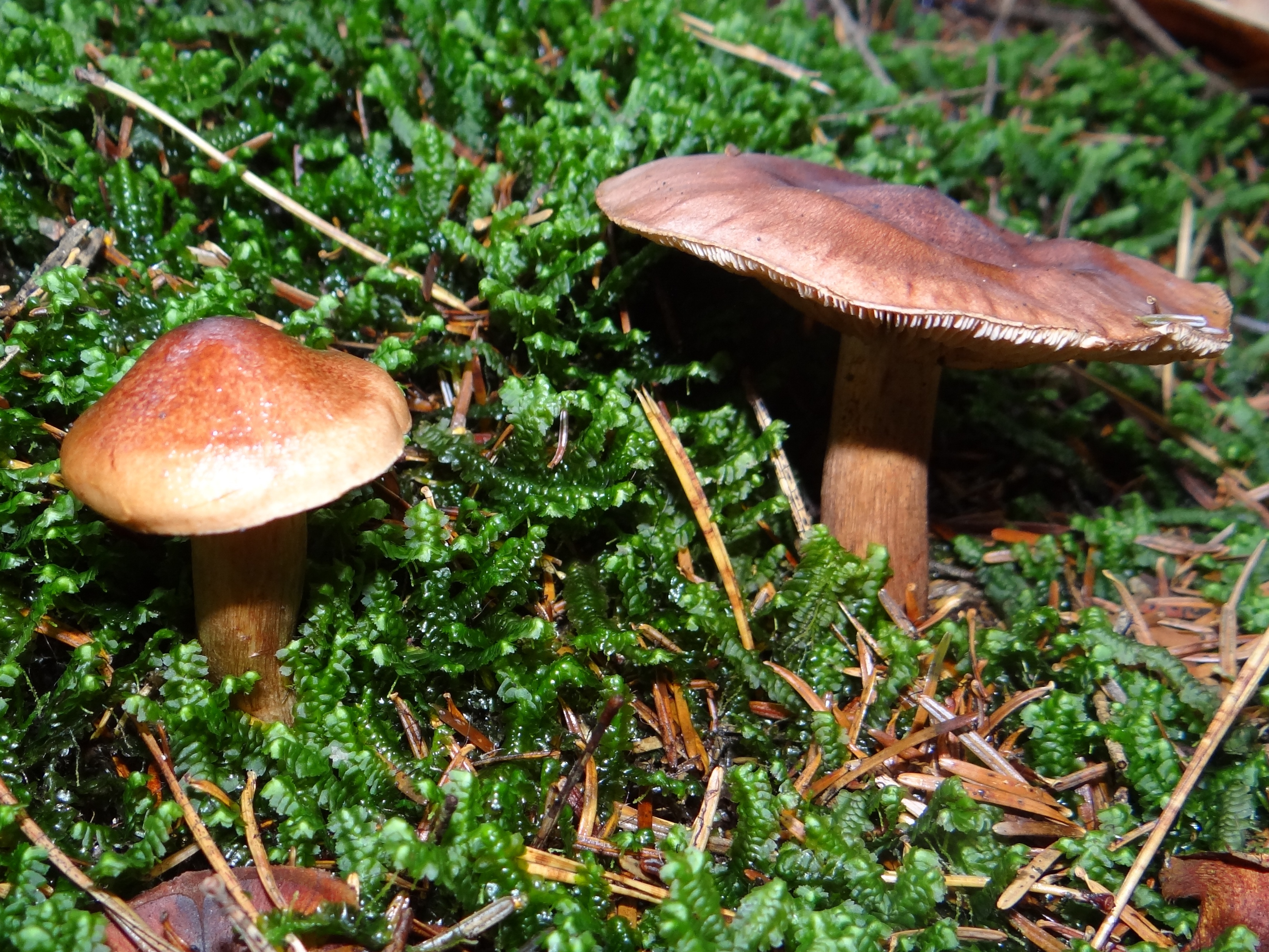
!!Tricholoma ustale!!
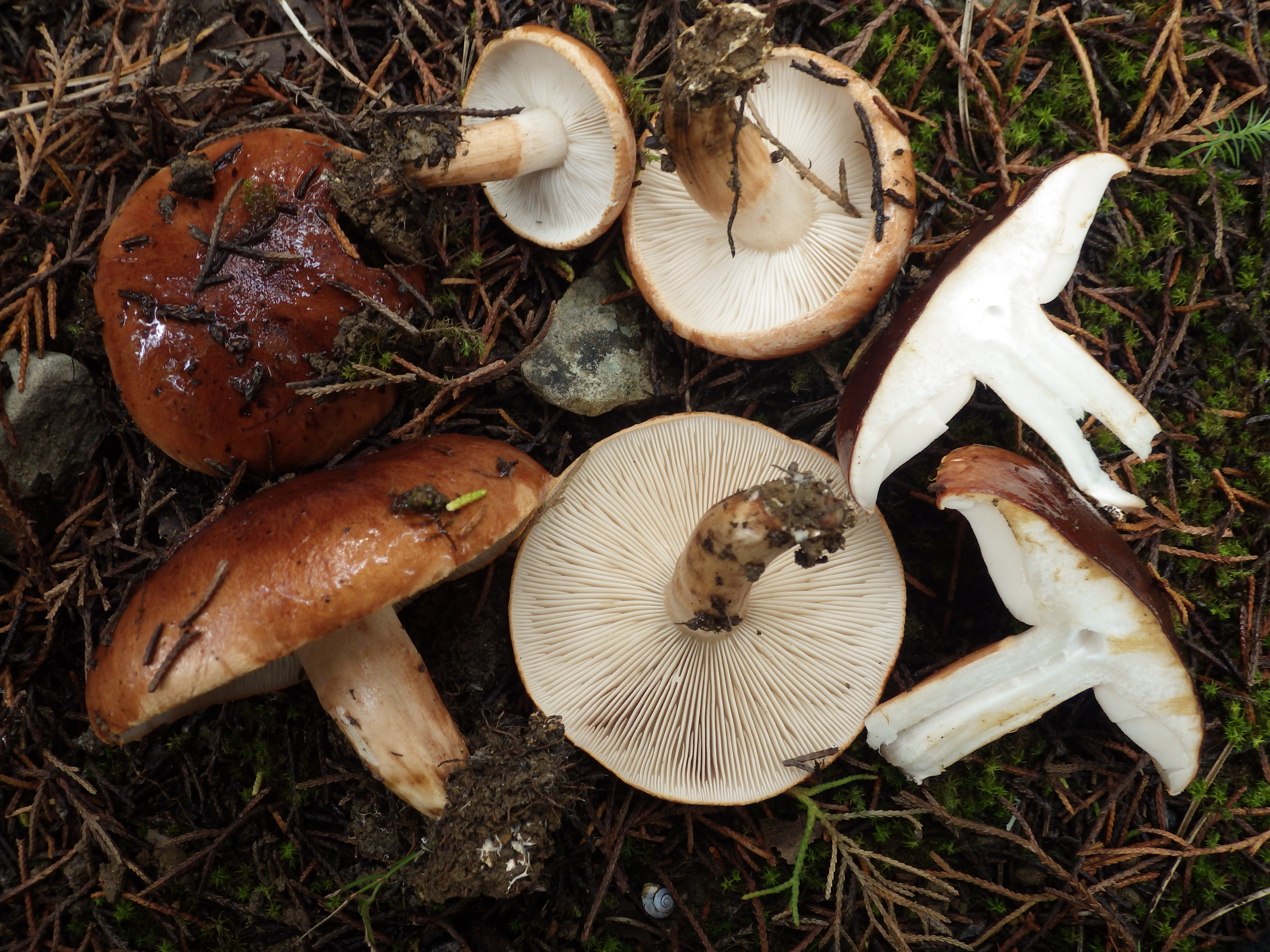
!Tricholoma ustaloides!
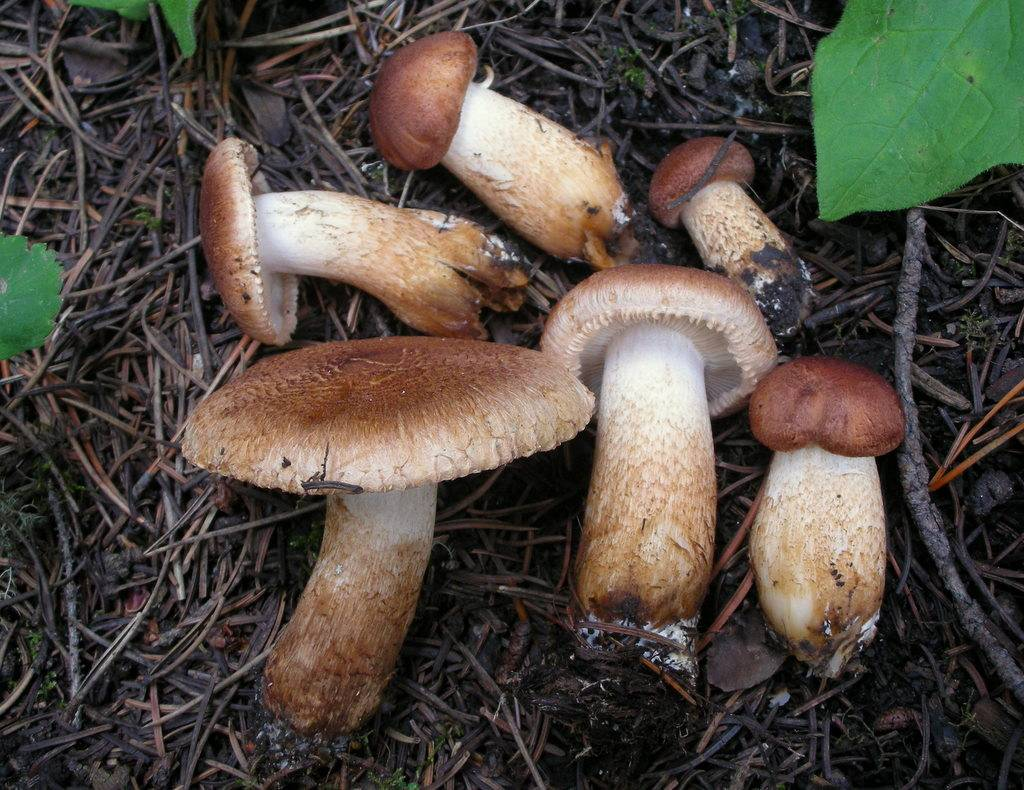
!Tricholoma vaccinum!

## Valorificare
Specia este din cauza amărăciunii ei absolut necomestibilă. În plus este și otrăvitoare ingerată în stare crudă, provocând o anemie hemolitică cu o latență de 2-14 zile. Hemolizinele, compușii toxici ai buretelui, sunt substanțe care se neutralizează la majoritatea tipurilor de ciuperci prin încălzire.